# Kosowszczyzna (obwód grodzieński)
Kosowszczyzna (biał. Косаўшчына, Kosauszczyna; ros. Косовщина, Kosowszczina) – wieś na Białorusi, w obwodzie grodzieńskim, w rejonie lidzkim, w sielsowiecie Wawiórka.

## Historia
Dawniej zaścianek. W dwudziestoleciu międzywojennym leżał w Polsce, w województwie nowogródzkim, w powiecie lidzkim, w gminie Myto/Wawiórka. W 1921 miejscowość liczyła 18 mieszkańców, zamieszkałych w 2 budynkach, wyłącznie Polaków wyznania rzymskokatolickiego.
Po II wojnie światowej w granicach Związku Sowieckiego. Od 1991 w niepodległej Białorusi.